# Microbial Cell
Microbial Cell, en abrégé Microb Cell, est une revue scientifique mensuelle publiée par Shared Science Publishers. Les articles sont librement accessibles en ligne via Open Access et ont été évalués par des pairs. Microbial Cell publie des articles originaux et de synthèse, ainsi que des commentaires, dans les domaines de la microbiologie, la biologie cellulaire et la modélisation des maladies humaines en utilisant des organismes unicellulaires,.
Le magazine est dirigé par trois rédacteurs en chef, qui l'ont fondé en 2014 : Frank Madeo (Université de Graz, Autriche), Didac Carmona-Gutierrez (Université de Graz, Autriche) et Guido Kroemer (Paris, France). 
Microbial Cell est indexé dans PubMed Central, DOAJ et Web of Science, entre autres. Le CiteScore calculé par Scopus était de 5,4 pour 2019 et de 5,1 pour 2020.